# Deutsche Zentralbibliothek der Landbauwissenschaften
Die Deutsche Zentralbibliothek der Landbauwissenschaften (ZBL) wurde 1847 als Bibliothek der Königlich Landwirtschaftlichen Lehranstalt in Bonn-Poppelsdorf gegründet und wurde 1934 bei der Eingliederung der inzwischen Landwirtschaftlichen Hochschule als siebente Fakultät in die Universität Bonn zur Abteilung Landwirtschaft der Universitätsbibliothek. Sie bekam 1950 das Sondersammelgebiet Landwirtschaft durch die Deutsche Forschungsgemeinschaft zugewiesen, von der sie 1962 zur Zentralbibliothek der Landbauwissenschaft ernannt wurde. 1983 bezog sie ein eigenes Gebäude, in dem auch die Bestände der Abteilungsbibliotheken für Naturwissenschaften und Medizin der Universitätsbibliothek untergebracht wurden.
1992 wurde die ZBL in die „Blaue Liste“ und damit in die gemeinschaftliche Finanzierung durch Bund und Länder aufgenommen und änderte daraufhin 1995 ihren Namen in Deutsche Zentralbibliothek für Landbauwissenschaften. Nach dem Beschluss von 2001, die ZBL als selbständige Einrichtung abzuwickeln, übernahm die Deutsche Zentralbibliothek für Medizin (ZB MED) in Köln die Themenbereiche Ernährung, Umwelt und Agrarwissenschaften. Die ZBL wurde damit (am alten Standort) zur Bereichsbibliothek für Ernährung, Umwelt und Agrarwissenschaften der ZB MED, die räumlich verbunden ist mit der Abteilungsbibliothek für Medizin, Naturwissenschaften und Landbau der Universitäts- und Landesbibliothek Bonn.